# Districtul Güstrow
Districtul Güstrow este un district rural (în germană Kreis) în landul Mecklenburg-Pomerania Inferioară, Germania.